# Fachhochschule für Interkulturelle Theologie Hermannsburg

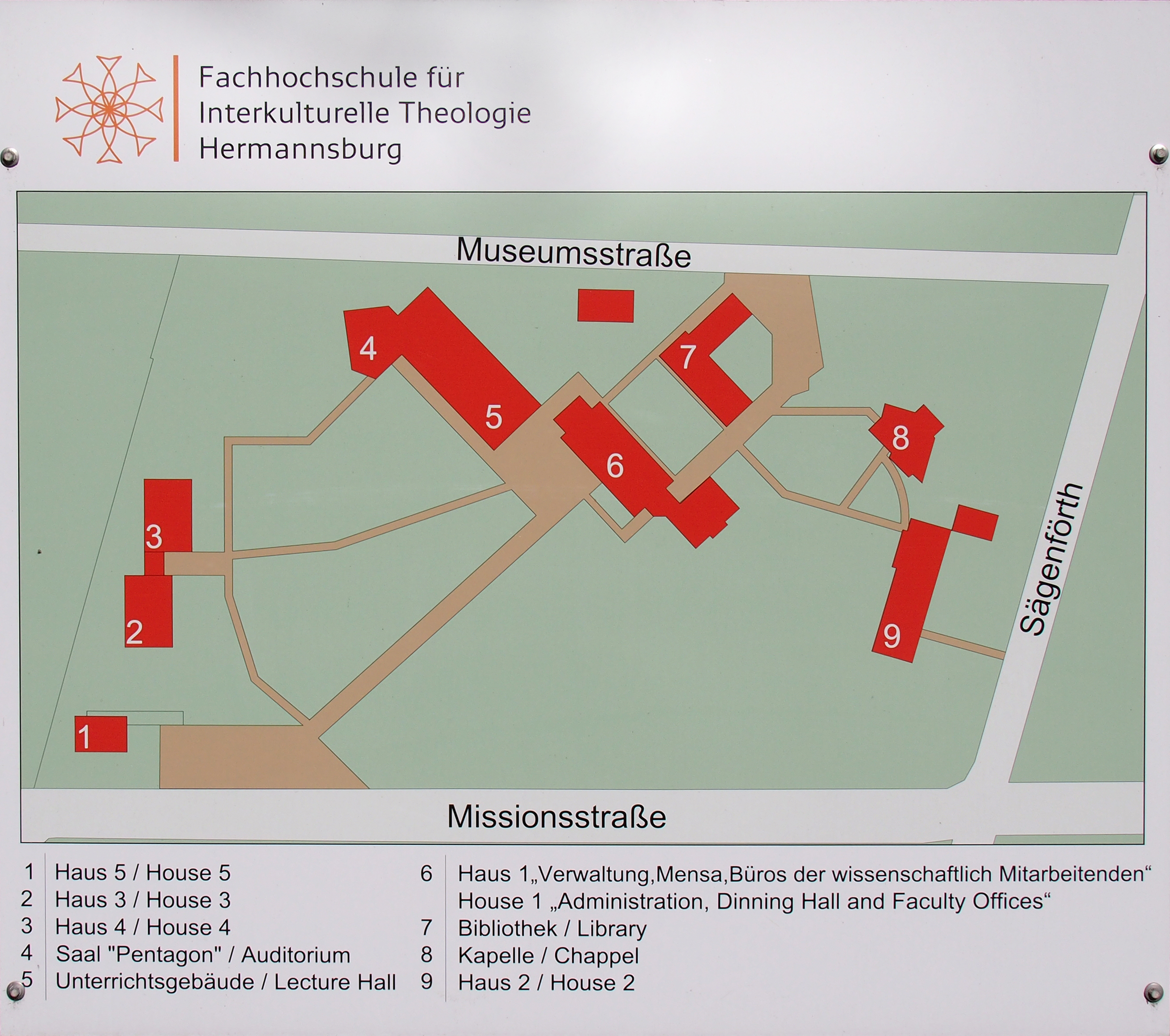
Geländeplan der Fachhochschule

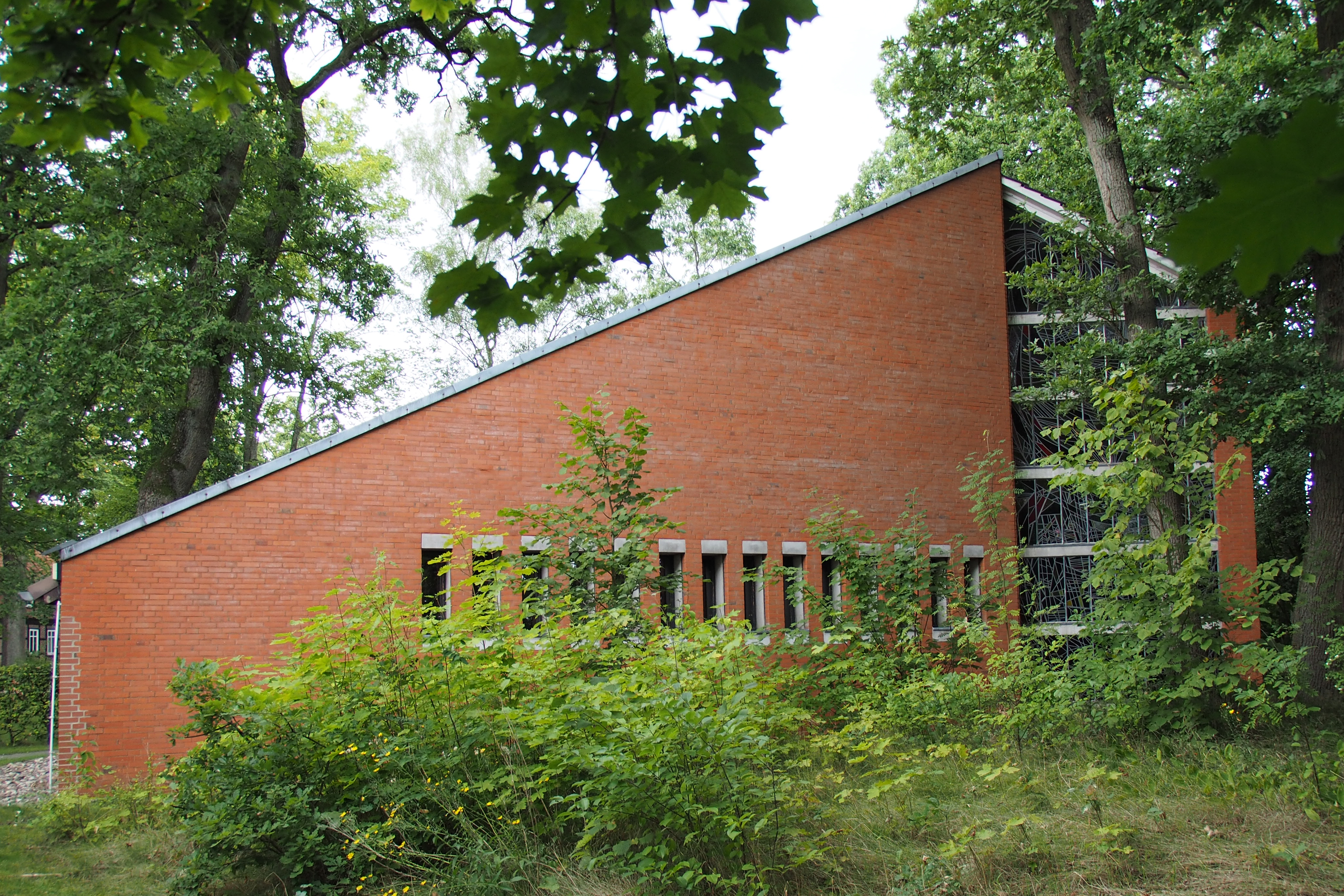
Kapelle der Fachhochschule

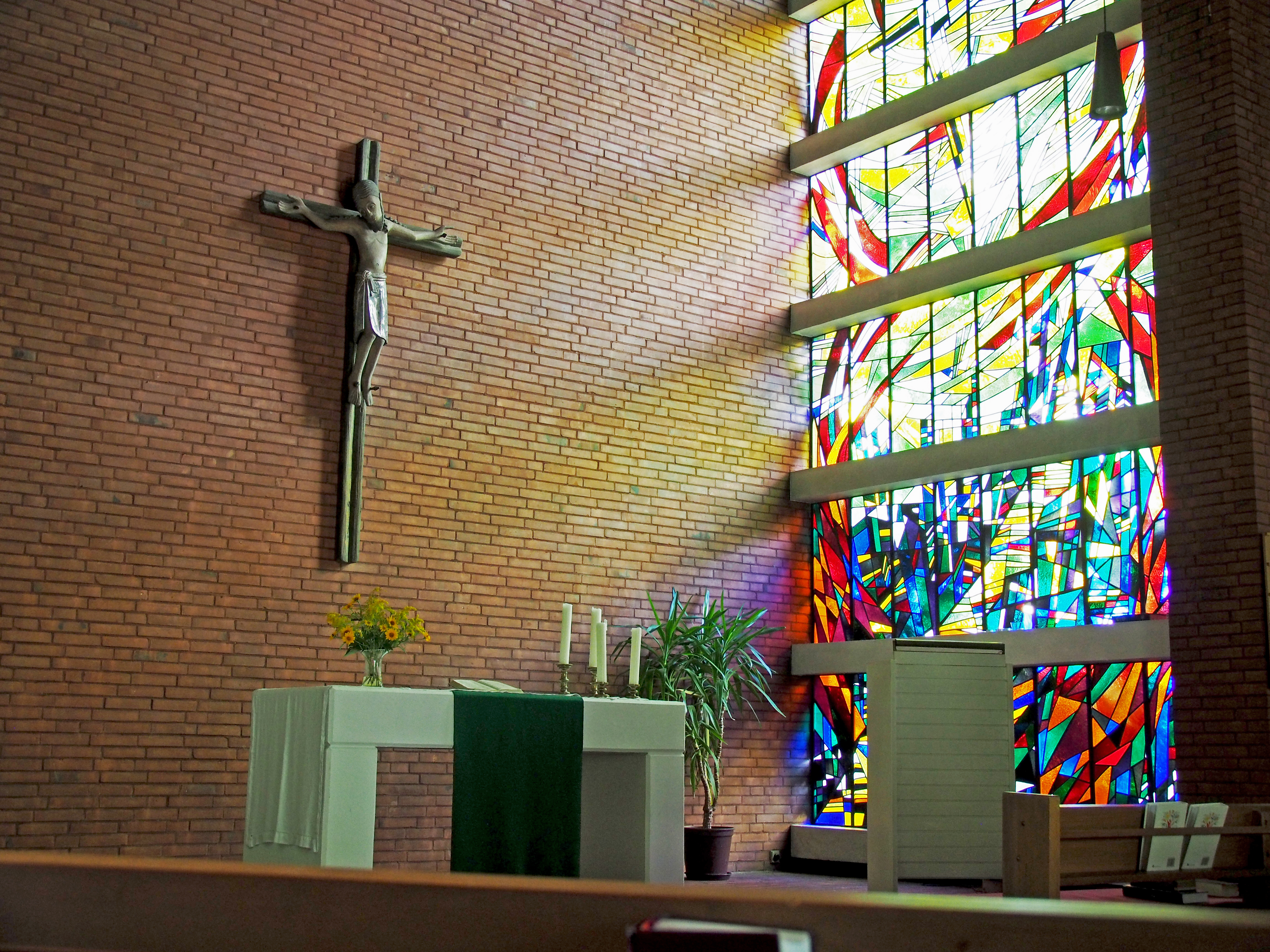
Innenraum der Kapelle der Fachhochschule

Die am 2. Oktober 2012 gegründete Fachhochschule für Interkulturelle Theologie Hermannsburg (FIT) ist eine staatlich anerkannte und akkreditierte  evangelische Bildungseinrichtung mit derzeit drei Studiengängen. Ihre Gründung trägt der Erkenntnis Rechnung, dass transnationale Migrationsbewegungen und die intensivierte Begegnung und Durchdringung verschiedener Kulturen im Zuge der Globalisierung ein hohes Maß an interkultureller Gesprächsfähigkeit erfordern. Ihr Ziel ist es, die Tradition kritischer protestantischer und lutherischer Theologien in einen Dialog mit pentekostalen und charismatischen Bewegungen zu bringen, eine Schnittstelle zwischen der Ausbildung an den evangelischen Fakultäten und den unterschiedlich geprägten Theologien Afrikas, Asiens und Lateinamerikas zu sein und einen Beitrag zur interkulturellen Begegnung und zur Integration zu leisten.
Die FIT ist eine rechtlich unselbstständige Einrichtung des Evangelisch-lutherischen Missionswerkes in Niedersachsen (ELM), das seinerseits als Stiftung privaten Rechts eine gemeinsame Einrichtung der Evangelisch-lutherischen Landeskirche Hannovers, der Evangelisch-lutherischen Landeskirche in Braunschweig und der Evangelisch-Lutherischen Landeskirche Schaumburg-Lippe ist. Vorläuferinstitution der FIT war das im August 2012 geschlossene Missionsseminar Hermannsburg, an dem über 160 Jahre Theologen für den Dienst in der weltweiten Kirche ausgebildet wurden. 2025 soll wiederum auch die FIT aus Kostengründen geschlossen werden.

## Zielsetzung
In Forschung und Lehre verfolgt die Fachhochschule für Interkulturelle Theologie das Ziel, mit den sich aus den intensivierenden Interaktionen afrikanischer, asiatischer, lateinamerikanischer und europäischer Christentumsvarianten ergebenden Herausforderungen christlicher Pluralität angemessen und reflektiert umgehen zu können. Damit soll einer zukunftsorientierten ökumenischen Zusammenarbeit gedient werden. Die FIT qualifiziert Menschen für die Kommunikation und diakonische Praxis des Evangeliums in internationalen und interkulturellen Kontexten und versteht sich als Kompetenzzentrum für Interkulturelle Theologie, Missionswissenschaft und Ökumene.

## Studiengänge
An der Fachhochschule für Interkulturelle Theologie Hermannsburg werden drei international und ökumenisch angelegte Studiengänge angeboten:
Bachelor:
- Interkulturelle Theologie und Diakonie global (ITDG) – 6 Semester Vollzeitstudium (180 ECTs)
- Interkulturelle Theologie, Migration und globale Zusammenarbeit (ITMGZ) – 6 Semester Vollzeitstudium (180 ECTs)

Master:
- Intercultural Theology (ICT) – 4-semestriges Vollzeitstudium (120 ECTS) wird von der Universität Göttingen in Kooperation mit der Fachhochschule für Interkulturelle Theologie Hermannsburg zu etwa gleichen Lehranteilen angeboten.

## Forschung
Forschungsschwerpunkte sind:
- Migration und Religion
- Biblische Forschungen in interkultureller Perspektive
- Interkulturelle Geschichte des Christentums
- Systematische Theologie und Hermeneutik in interkultureller Perspektive
- Missionswissenschaft und internationale Diakonie
- Soziale Arbeit in interkultureller Perspektive
- Religionswissenschaft und interreligiöse Begegnung
- Entwicklungsbezogene Arbeit

## Kooperationen
Die wissenschaftlichen Verbindungen der FIT erstrecken sich über die Universität Göttingen (Zusammenarbeit im Masterprogramm Intercultural Theology) über die Missionshochschule Stavanger zu verschiedenen Institutionen in Afrika, wie etwa das Lutheran Theological Institute, Pietermaritzburg in Südafrika, das Makumira University College of Tumaini University in Tansania, das Department of Religious Studies, Makerere University – Uganda und das Mekane Yesu Seminary in Addis Abeba. Auch in der Societas Oecumenica (eine Kooperation norddeutscher missions- und religionswissenschaftlicher Einrichtungen) ist die FIT vertreten.

## Bibliothek
Die Fachhochschulbibliothek hat die Sammelschwerpunkte Interkulturelle Theologie, Missionswissenschaft, Christentumsgeschichte, Religionswissenschaft, Bibelwissenschaften, Migration, Soziale Arbeit und Entwicklungsarbeit. Der Bestand umfasst 65.000 Bände. Darüber hinaus stehen über die Homepage umfangreiche Online-Recherchetools zur Verfügung (Online-Katalog OPAC, Zugriff auf E-Books mit 700 Titeln, 11 Datenbanken, 3 Lexika und 24 elektronische Zeitschriften). Der Bestandsaufbau orientiert sich an den Zielen und Inhalten der Studiengänge der FIT. Da Deutsch und Englisch Unterrichtssprache ist, wird auch der Bestand der Bibliothek sowohl mit deutscher als auch mit englischsprachiger Literatur aufgebaut.
Die Bibliothek hat eine mehr als 150-jährige Geschichte. Ihr historisch gewachser Bestand bietet deshalb neben missionshistorischer Literatur auch eine Bibelsammlung. Bis zur Gründung der Fachhochschule war sie die wissenschaftliche Bibliothek für das Ev.-luth. Missionswerk in Niedersachsen (ELM) und das Missionsseminar.
Die Fachhochschulbibliothek ist Mitglied des Gemeinsamen Bibliotheksverbundes (GBV) der Länder Bremen, Hamburg, Mecklenburg-Vorpommern, Niedersachsen, Sachsen-Anhalt, Schleswig-Holstein, Thüringen und der Stiftung Preußischer Kulturbesitz mit Sitz in Göttingen und katalogisiert ihre Bestände in den Gemeinsamen Verbundkatalog. Außerdem ist die Fachhochschulbibliothek in das Fernleihsystem deutscher Bibliotheken eingebunden.

## Campus

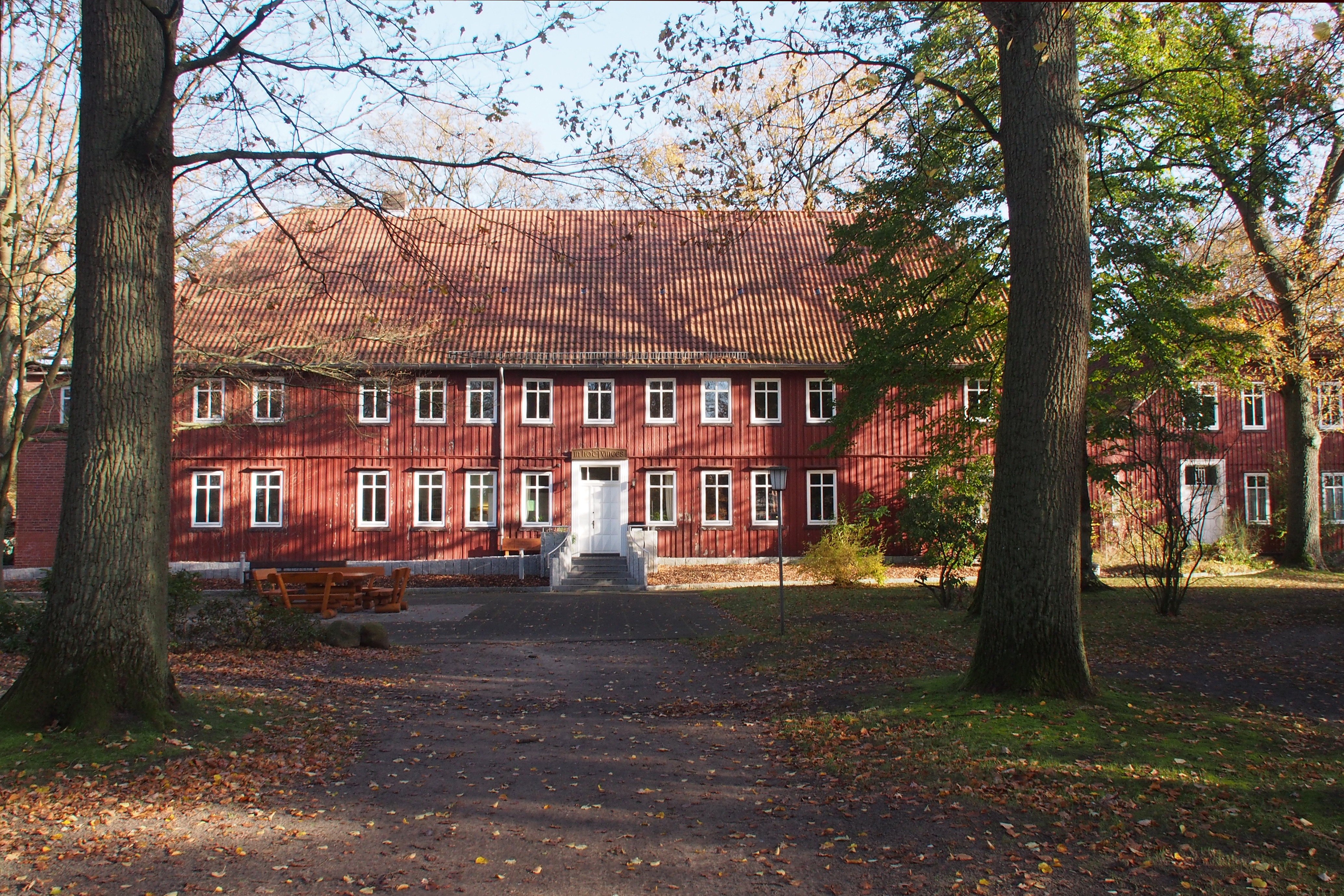
Neues Missionshaus, Verwaltungsgebäude der Fachhochschule

Der grüne Campus der FIT mit zum Teil sehr altem Baumbestand umfasst das Verwaltungsgebäude, die Bibliothek, eine Kapelle, in der während der Vorlesungszeit unter der Woche täglich Andachten stattfinden, sowie Wohnhäuser für Studierende. Das Verwaltungsgebäude (Haus 1) steht seit 1992 unter Denkmalschutz.

## Bedeutende Personen mit Bezug zur FIT Hermannsburg

### Ehemalige Direktoren
- Frieder Ludwig (Direktor von 2012 bis 2018)[10][11]
- Wilhelm Richebächer (Direktor von 2018 bis 2022)[12]